# Гнатенко Анатолій Олексійович
Анато́лій Олексі́йович Гнатенко (13 липня 1976 — 21 листопада 2014) — солдат Збройних сил України, учасник російсько-української війни.

## Життєвий шлях
Закінчив Погарщинську ЗОШ, Веприцьке професійно-технічне училище. Працював в колгоспі, розпочинав трудову біографію в погарщинському колгоспі «Нива», пройшов строкову службу у збройних силах. Працював у компанії «РАЙЗ», в охороні нафтогазового підприємства.
Мобілізований у серпні 2014 року; кулеметник, 92-га окрема механізована бригада.
21 листопада 2014-го загинув за 1 км від міста Щастя, підірвавшись на протипіхотній міні під час проведення розвідки.
Без Анатолія залишились батьки, дружина, 14-річна донька.
Похований в селі Дібрівне.

## Нагороди та вшанування
За особисту мужність і героїзм, виявлені у захисті державного суверенітету та територіальної цілісності України, вірність військовій присязі під час російсько-української війни, відзначений — нагороджений
- орденом «За мужність» III ступеня (посмертно)
- 11 вересня 2015 року у Погарщині відкрили меморіальну дошку на його честь.